# Годлевский, Михаил Николаевич
Михаил Николаевич Годлевский (14 [27] октября 1902, Варшава — 4 июня 1984, Москва) — советский учёный-геолог, минералог, занимался теорией рудообразования, исследованием медно-никелевых месторождений.

## Биография
Родился 14 (27) октября 1902 года в городе Варшава, Российская империя.
Выпускник Ленинградского горного института (1930).
Преподавал на кафедре минералогии ЛГИ (1930—1940).
Затем работал во Всесоюзном научно-исследовательском геологическом институте (ВСЕГЕИ) (1940—41).
Участник Великой Отечественной войны, сражался на Ленинградском фронте, попал в плен, с 1944 года снова на фронте.
После войны отбывал заключение в ГУЛАГе, реабилитирован в 1956 году.
В 1959—1960 годах работал во ВСЕГЕИ, защитил докторскую диссертацию (1960).
С 1961 года работал в Центральном научно-исследовательском геологоразведочном институте цветных и благородных металлов (ЦНИГРИ), где в 1961—1971 годах руководил минералогическим отделом, созданным с его приходом в институт.
В 1964 году получил звание профессора.
Скончался 4 июня 1984 года в Москве.

## Научная деятельность
Как главный куратор Мингео СССР по месторождениям никеля, кобальта и платины М. Н. Годлевский разработал в 1963 году программу изучения медно-никелевых месторождений Норильского района, Балтийского щита, Воронежского кристаллического массива, Северного Прибайкалья, Камчатки. Выполнение программы позволило получить данные большого практического значения.
Автор работ по трапповому магматизму и минералогии медно-никелевых руд Сибири, создатель классификации медно-никелевых месторождений мира.
Первооткрыватель нескольких минералов (адыркит, курнаковит, метагидроборацит) и месторождений.

### Научные труды
Автор более 170 научных публикаций, среди них:
- Годлевский М. Н. Траппы — рудоносные интрузии Норильского района (1959)
- Годлевский М. Н. Медно-никелевые месторождения мира и проблемы их генезиса (1963)
- Годлевский М. Н. Магматогенные месторождения // Генезис эндогенных рудных месторождений (1968)
- Годлевский М. Н. ЦНИГРИ и развитие минерально-сырьевой базы СССР (1984)
- Godlevsky M. N., Likhachev A. P. Types and Distinctive Features of Ore-Bearing Formations of Copper-Nickel Deposits // Geology and Metallogeny of Copper Deposits. Berlin: Springer-Verlag, 1986. P. 124—134.

## Память
В честь М. Н. Годлевского были названы:
- Годлевскит — новый минерал (годлевскит[3] (Ni7S6, сульфид никеля).

Опубликована книга (Презентация в ЦНИГРИ, 29 мая 2023):
- Войтеховский Ю. Л., Годлевская Е. М., Дубицкий Б. П. и др. Судьба геолога, запечатлённая в архивных документах и геологических коллекциях: К 120-летию со дня рождения М. Н. Годлевского / Редактор-составитель Е. В. Сидорова. М.: ЦНИГРИ, 2023. 489 с. Тираж 350 экз.